# Cyphocarpus
Cyphocarpus, rod od tri vrste zeljastog bilja iz porodice Campanulaceae smješten u vlastitu potporodicu Cyphocarpoideae. Sve vrste endemi su iz Čilea; Coquimbo i Atacama.

## Vrste
1. Cyphocarpus innocuus Sandwith
2. Cyphocarpus psammophilus Ricardi
3. Cyphocarpus rigescens Miers